# Кефисодот Стари
Кефисодот (на старогръцки: Κηφισόδοτος; през латински Cephisodotus / Kephisodotos) (в разцвет ок. 400 пр.н.е. - ок. 360 пр.н.е.), баща на Праксител и дядо на Кефисодот Млади.
Негова забележителна творба е Ейрене (Мир) с малкия Плутос (Богатство), чието римско копие днес се намира в музея Глиптотека в Мюнхен. (илюстрацията вдясно).